# Öwezgeldi Ataýew
Öwezgeldi Ataýew (en turkmène; en russe : Овезгелды Атаев, retranscrit en Ovezgueldy Ataïev) est un homme politique turkmène, né en 1951.
Président du Parlement, il aurait dû selon la Constitution turkmène être nommé président par intérim après la mort du président Saparmyrat Nyýazow le 21 décembre 2006. Mais la justice a ouvert une enquête sur ses éventuelles activités criminelles. Öwezgeldi Ataýew a donc vu sa prise de fonction bloquée et le Conseil de sécurité a nommé président par intérim, le vice-président du Conseil des ministres et ministre de la Santé, de l'Éducation et des Sciences Gurbanguly Berdimuhamedow.
Le 26 décembre 2006, il est démis de ses fonctions par le président par intérim et remplacé par la vice-présidente du Parlement Akja Nurberdiýewa. Il est soupçonné d'abus d'autorité et de conduite immorale.